# ميخائيل جي. غرانت
ميخائيل جي. غرانت هو سياسي أمريكي، ولد في 15 يوليو 1949 في كوينسي في الولايات المتحدة. نشط حزبياً في الحزب الجمهوري. وقد انتخب عضو مجلس نواب فلوريدا ‏.

## وصلات خارجية
- الموقع الرسمي